# Eucalliax aequimana
Eucalliax aequimana is een tienpotigensoort uit de familie van de Callianassidae. De wetenschappelijke naam van de soort is voor het eerst geldig gepubliceerd in 1907 door Baker.